# Plocopsylla achilles
Plocopsylla achilles är en loppart som först beskrevs av Rothschild 1911.  Plocopsylla achilles ingår i släktet Plocopsylla och familjen Stephanocircidae. Inga underarter finns listade i Catalogue of Life.